# Saincaize-Meauce
Saincaize-Meauce là một xã của tỉnh Nièvre, thuộc vùng Bourgogne-Franche-Comté, miền trung nước Pháp.